# Gymnothorax dorsalis
 Gymnothorax dorsalis és una espècie de peix de la família dels murènids i de l'ordre dels anguil·liformes.

## Morfologia
Els mascles poden assolir els 82,2 cm de longitud total.

## Distribució geogràfica
Es troba a Hong Kong, Estret de Malaca, Malàisia i Taiwan.